# کارا سیمور
کارا سیمور (انگلیسی: Cara Seymour؛ زادهٔ ۶ ژانویه ۱۹۶۴) یک هنرپیشه اهل انگلستان است. وی از سال ۱۹۹۷ میلادی تاکنون مشغول فعالیت بوده‌است.

## بخشی از فیلمشناسی
از فیلم‌ها یا برنامه‌های تلویزیونی که وی در آن نقش داشته‌است می‌توان به آثار زیر اشاره کرد.
- ایمیل داری (۱۹۹۸)
- روانی آمریکایی (۲۰۰۰)
- رقصنده در تاریکی (۲۰۰۰)
- اقتباس. (۲۰۰۲)
- دار و دسته‌های نیویورکی (۲۰۰۲)
- تولد (فیلم ۲۰۰۴) (۲۰۰۴)
- هتل رواندا (۲۰۰۴)
- بتی پیج بدنام (۲۰۰۵)
- خانواده سوج (۲۰۰۷)
- درس‌آموزی (۲۰۰۹)
- موسیقی هرگز متوقف نمی‌شود (۲۰۱۱)